# Andreas Philippi

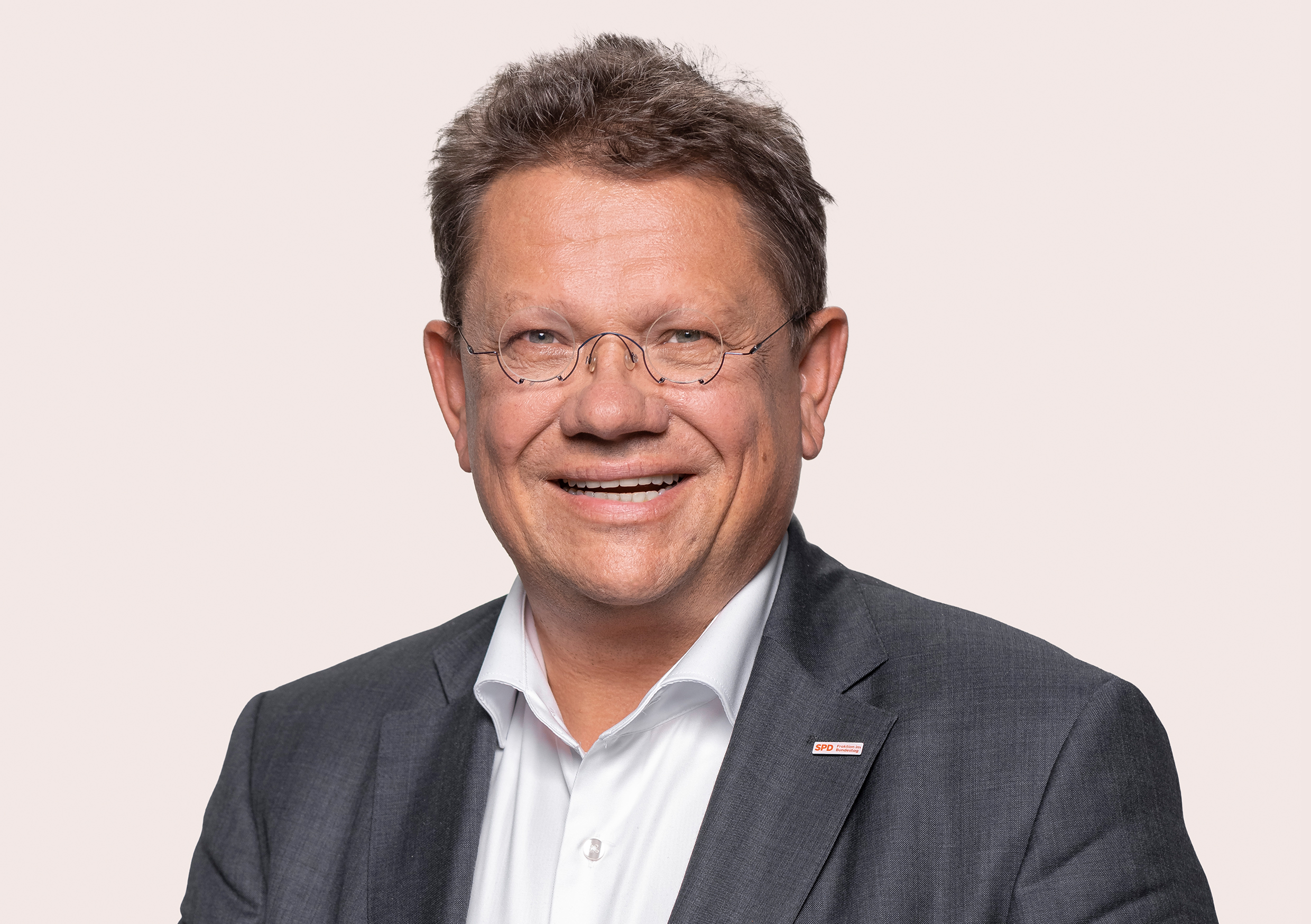
Andreas Philippi, 2021

Andreas Milan Gerhard Philippi (* 4. Juli 1965 in Marburg) ist ein deutscher Politiker (SPD). Er ist seit Januar 2023 Sozialminister von Niedersachsen. Zuvor war er von 2021 bis 2023 Mitglied des Deutschen Bundestages.

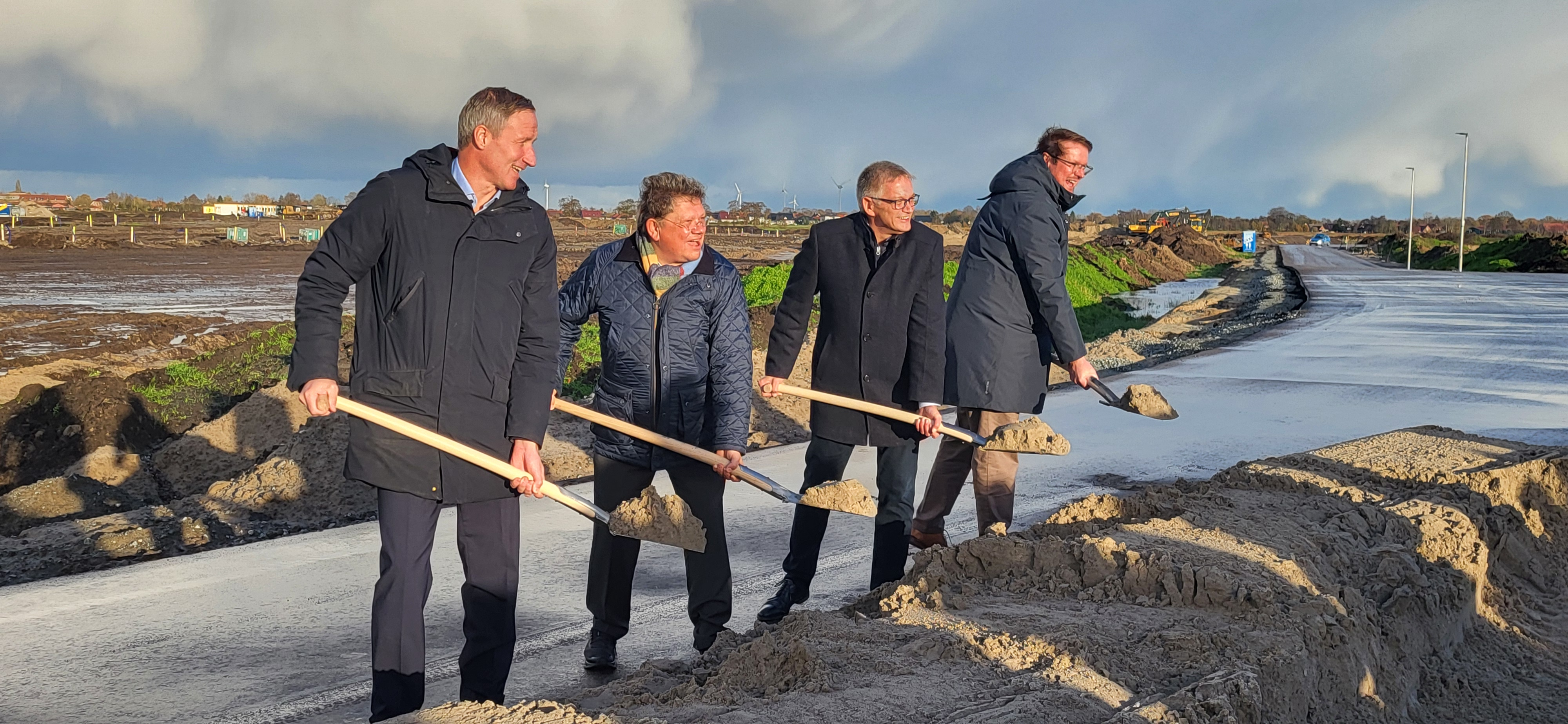
Andreas Philippi (Zweiter von links) beim ersten Spatenstich für die Zentralklinik Georgsheil

## Leben und Beruf
Philippi wurde in Wehrda (heute Marburg) als ältester von vier Söhnen geboren. Sein Vater war evangelischer Pastor und seine Mutter Leiterin des DRK-Ortsvereins.
Nach seinem Abitur 1984 in Bad Zwesten absolvierte er seinen Zivildienst. Ab 1986 studierte er Humanmedizin in Göttingen.
Danach war er als Arzt im Bereich der Thorax-, Herz- und Gefäßchirurgie tätig. Später machte er eine Weiterbildung zum Facharzt für Chirurgie und Notfallmedizin. Seit 2009 ist er niedergelassener Chirurg am Medizinischen Versorgungszentrum in Herzberg am Harz.

## Politische Tätigkeiten
Philippi ist seit 1982 Mitglied der SPD. Seit 2011 ist er Mitglied der Kreistagsfraktion der SPD Landkreis Osterode am Harz und seit 2016 im Landkreis Göttingen. Er war stellvertretender Landrat und Vorsitzender des Ausschusses für Soziales und Gesundheit im Landkreis Göttingen. Seit 2021 ist er Vorsitzender des SPD-Unterbezirks Göttingen.
Bei der Bundestagswahl 2021 gewann er mit 32,2 % der Erststimmen den Bundestagswahlkreis Göttingen und zog in den 20. Deutschen Bundestag ein. Zudem kandidierte er auf Platz 17 der Landesliste der SPD Niedersachsen.
Philippi ist seit dem 25. Januar 2023 Nachfolger von Daniela Behrens als niedersächsischer Minister für Soziales, Arbeit, Gesundheit und Gleichstellung. Im Zuge seiner Ernennung zum Landesminister in Niedersachsen legte er sein Bundestagsmandat mit Wirkung zum Ablauf des 24. Januar 2023 nieder. Für ihn rückte Dirk-Ulrich Mende in den Bundestag nach.

## Mitgliedschaften
Philippi ist ehrenamtlicher Vorsitzender des DRK-Kreisverbandes Osterode.

## Privates
Andreas Philippi ist seit 1989 verheiratet und Vater zweier Kinder.